# Austriackie monety euro
      20 państw strefy euro
(Austria, Belgia, Chorwacja, Cypr, Estonia, Finlandia, Francja, Grecja, Hiszpania, Holandia, Irlandia, Litwa, Luksemburg, Łotwa, Malta, Niemcy, Portugalia, Słowacja, Słowenia i Włochy)
      1 państwo UE w systemie ERM II, bez klauzuli wyłączającej z przystąpienia do strefy euro
(Bułgaria)
      1 państwo UE w systemie ERM II, z klauzulą wyłączającą z przystąpienia do strefy euro (Dania)
      5 państw UE nie będących w systemie ERM II, ale zobowiązanych do przystąpienia do strefy euro
(Czechy,
 Polska, Rumunia, Szwecja i Węgry)
      4 kraje nie będące w UE stowarzyszone ze strefą euro
(Andora, Monako, San Marino i Watykan)
      2 kraje nie będące w UE które przyjęły jednostronnie walutę euro (Czarnogóra i Kosowo)

waluta Euro w Europie
20 państw strefy euro
(Austria, Belgia, Chorwacja, Cypr, Estonia, Finlandia, Francja, Grecja, Hiszpania, Holandia, Irlandia, Litwa, Luksemburg, Łotwa, Malta, Niemcy, Portugalia, Słowacja, Słowenia i Włochy)
1 państwo UE w systemie ERM II, bez klauzuli wyłączającej z przystąpienia do strefy euro
(Bułgaria)
1 państwo UE w systemie ERM II, z klauzulą wyłączającą z przystąpienia do strefy euro (Dania)
5 państw UE nie będących w systemie ERM II, ale zobowiązanych do przystąpienia do strefy euro
(Czechy,
Polska, Rumunia, Szwecja i Węgry)
4 kraje nie będące w UE stowarzyszone ze strefą euro
(Andora, Monako, San Marino i Watykan)
2 kraje nie będące w UE które przyjęły jednostronnie walutę euro (Czarnogóra i Kosowo)

Monety euro w Austrii wprowadzono do obiegu w dniu 1 stycznia 2002 roku, kiedy narodową walutę Austrii, szyling austriacki zastąpiono euro w stosunku wymiany 1 euro = 13,7603 szylingów. Monety są bite w austriackiej mennicy Münze Österreich.

## Historia
1 stycznia 1999 roku euro zostało wprowadzone w Austrii jako waluta międzybankowa w tym samym czasie co w 10 innych krajach europejskich, a 1 stycznia 2002 roku wprowadzono do obiegu monety i banknoty euro w 12 krajach. Mennica Austriacka rozpoczęła bicie monet już od 1998 roku, chociaż wszystkie monety, które zostały wybite w latach 1998–2002, mają wpisany rok 2002, czyli rok rozpoczęcia efektywnego obiegu. Monety austriackie nie posiadają znaku mennicy.
Euro było w obiegu równocześnie z szylingiem austriackim do 28 lutego 2002 roku, po którym ten ostatni przestał być prawnym środkiem płatniczym. Jednocześnie pozostała możliwość wymiany szylingów na euro w Austriackim Banku Narodowym.

## Monety obiegowe – obecna seria
Austriackie monety euro przedstawiono 14 listopada 1997 roku, stworzone zostały przez Josefa Kaisera i mają różne wzory dla każdej monety, ze wspólnym motywem przewodnim dla każdej z trzech serii monet.
- Monety 1, 2 i 5 centów przedstawiają austriackie kwiaty, które przypominają o roli tego kraju w polityce środowiskowej Unii Europejskiej[5]
- Monety 10, 20 i 50 centów ilustrują różne style architektoniczne, wykorzystując budynki stolicy Austrii, Wiednia
- Na monetach 1 i 2 euro widnieją wizerunki austriackich osobistości.

Na narodowych awersach oprócz motywu umieszczono rok emisji i austriacką flagę oraz powtórzono nominał monety w języku niemieckim.
Od 2017 roku monety 5 centowe, a od roku 2018 monety 2 i 1 centowe mają węższe kreskowanie (symbolizujące czerwień) na kolorowych obszarach flagi narodowej.
Rewers monet euro (nowa mapa Europy), który został przeprojektowany od 2007 roku, został wprowadzony w Austrii dopiero w 2008 roku.
Obecna seria austriackich monet euro wygląda następująco:
| Nominał     | Motyw                                                                       | Zdjęcie motywu                                                              |
| ----------- | --------------------------------------------------------------------------- | --------------------------------------------------------------------------- |
|             |                                                                             |                                                                             |
| 1 cent      | Goryczka alpejska                                                           |                                                                             |
| 2 centy     | Szarotka alpejska                                                           |                                                                             |
| 5 centów    | Pierwiosnek alpejski                                                        |                                                                             |
| 10 centów   | Katedra św. Szczepana w Wiedniu przykład architektury gotyckiej             |                                                                             |
| 20 centów   | Belweder w Wiedniu przykład architektury barokowej                          |                                                                             |
| 50 centów   | Budynek Secesji w Wiedniu przykład architektury secesyjnej                  |                                                                             |
| 1 euro      | Wolfgang Amadeus Mozart                                                     |                                                                             |
| 2 euro      | Bertha von Suttner                                                          |                                                                             |
|             |                                                                             |                                                                             |
| rant 2 euro | Sekwencja 2 EURO ★ ★ ★ powtórzona 4-krotnie, naprzemiennie odwrócona o 180° | Sekwencja 2 EURO ★ ★ ★ powtórzona 4-krotnie, naprzemiennie odwrócona o 180° |

Austriackie monety euro nie są w pełni zgodne z wytycznymi projektowymi wydanymi przez Komisję Europejską z 19 grudnia 2008 roku. Zawierają one zalecenia dotyczące projektu rewersów narodowych monet obiegowych. Między innymi na narodowej stronie obiegowych monet euro nie należy wskazywać nominału monety, ani nominału waluty lub jego podziału, chyba że oznaczenie jest w innym alfabecie. Austriackie monety obiegowe nie spełniają tego wymogu. Podobnie pokazana flaga Austrii nie stanowi identyfikatora kraju w rozumieniu wytycznych. Kraje, których monety nie spełniają jeszcze zaleceń, mogą w dowolnym momencie dokonać niezbędnych zmian; muszą to zrobić najpóźniej do końca okresu przejściowego, czyli do 20 czerwca 2062 roku.

## Okolicznościowe monety 2 euro
Austria dotychczas wyemitowała następujące okolicznościowe monety o nominale 2 euro:
| Rok  | Numer | Nazwa monety                                                                            | data wydania         | Dodatkowe informacje                    |
| ---- | ----- | --------------------------------------------------------------------------------------- | -------------------- | --------------------------------------- |
| 2005 | 1     | 50. rocznica austriackiego traktatu państwowego                                         | 11 maja 2005         |                                         |
| 2007 | 2     | 50. rocznica podpisania traktatów rzymskich                                             | 25 marca 2007        | Strefa euro – wspólna emisja europejska |
| 2009 | 3     | 10. rocznica wprowadzenia wspólnej waluty euro                                          | 2 stycznia 2009      | Strefa euro – wspólna emisja europejska |
| 2012 | 4     | 10 lat monet i banknotów euro                                                           | 2 stycznia 2012      | Strefa euro – wspólna emisja europejska |
| 2015 | 5     | 30 lat flagi Europy                                                                     | 30 października 2015 | Strefa euro – wspólna emisja europejska |
| 2016 | 6     | 200. rocznica założenia Austriackiego Banku Narodowego – (Österreichische Nationalbank) | 2 grudnia 2015       |                                         |
| 2018 | 7     | 100 lat od powstania Republiki Austrii                                                  | 2 stycznia 2018      |                                         |
| 2022 | 8     | 35 lat programu Erasmus                                                                 | 1 lipca 2022         | Strefa euro – wspólna emisja europejska |

## Monety kolekcjonerskie
Dotychczas Austria wyemitowała:

### € 1,50
| Rok         | Numer | Nazwa monety                                        | Stop                         |
| ----------- | ----- | --------------------------------------------------- | ---------------------------- |
| 2008 – 2022 | 1     | Filharmonia Wiedeńska                               | srebro                       |
| 2014        | 2     | 25 lat monet Filharmonii Wiedeńskiej                | srebro pokryte złotem        |
| 2019        | 3     | 825. rocznica Mennicy Wiedeńskiej – Leopold V       | srebro                       |
| 2019        | 4     | 825. rocznica Mennicy Wiedeńskiej – Wiener Neustadt | srebro                       |
| 2019        | 5     | 825. rocznica Mennicy Wiedeńskiej – Robin Hood      | srebro i srebro – kolorowana |

### € 3

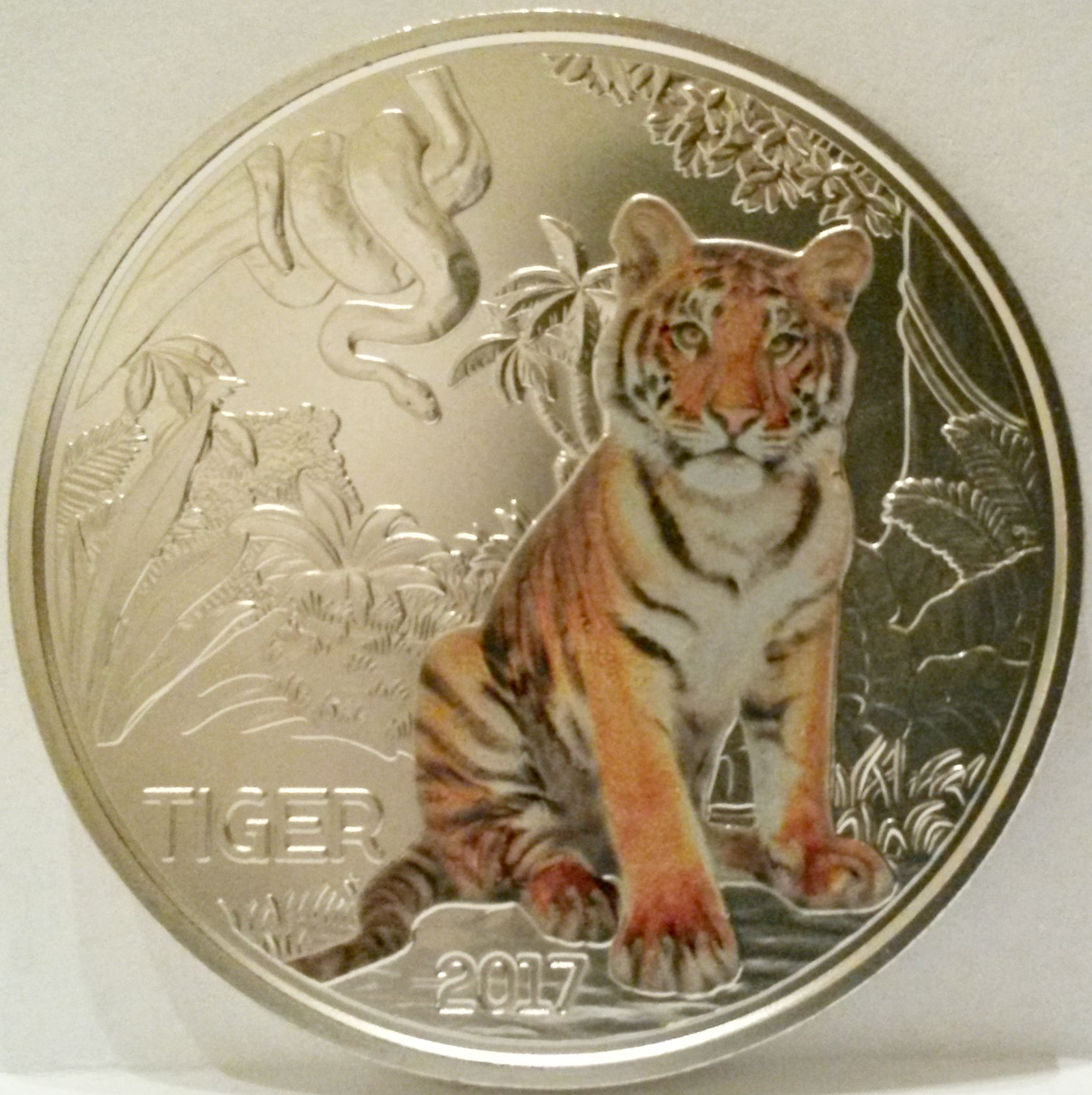
Moneta kolekcjonerska – 3 euro. Tygrys – seria: „Zwierzęta z całego świata”; rok emisji: 2017

| Rok                                | Numer | Nazwa monety        | Stop                       |
| ---------------------------------- | ----- | ------------------- | -------------------------- |
| seria: „Zwierzęta z całego świata” |       |                     |                            |
| 2016                               | 1     | Podkowiec mały      | miedzionikiel – kolorowana |
| 2017                               | 2     | Tygrys              | miedzionikiel – kolorowana |
| 2017                               | 3     | Krokodyl            | miedzionikiel – kolorowana |
| 2017                               | 4     | Zimorodek zwyczajny | miedzionikiel – kolorowana |
| 2017                               | 5     | Wilk                | miedzionikiel – kolorowana |
| 2018                               | 6     | Papuga              | miedzionikiel – kolorowana |
| 2018                               | 7     | Rekin               | miedzionikiel – kolorowana |
| 2018                               | 8     | Sowa                | miedzionikiel – kolorowana |
| 2018                               | 9     | Żaba                | miedzionikiel – kolorowana |
| 2019                               | 10    | Żółw                | miedzionikiel – kolorowana |
| 2019                               | 11    | Wydra europejska    | miedzionikiel – kolorowana |
| 2019                               | 12    | Rak                 | miedzionikiel – kolorowana |
| seria: „Superdinozaury”            |       |                     |                            |
| 2019                               | 13    | Spinozaur           | miedzionikiel – kolorowana |
| 2020                               | 14    | Mozazaur            | miedzionikiel – kolorowana |
| 2020                               | 15    | Arambourgiania      | miedzionikiel – kolorowana |
| 2020                               | 16    | Ankylozaur          | miedzionikiel – kolorowana |
| 2020                               | 17    | Tyranozaur          | miedzionikiel – kolorowana |
| 2021                               | 18    | Terizinozaur        | miedzionikiel – kolorowana |
| 2021                               | 19    | Deinonych           | miedzionikiel – kolorowana |
| 2021                               | 20    | Styrakozaur         | miedzionikiel – kolorowana |
| 2021                               | 21    | Argentynozaur       | miedzionikiel – kolorowana |
| 2022                               | 22    | Mikroraptor         | miedzionikiel – kolorowana |
| 2022                               | 23    | Pachycefalozaur     | miedzionikiel – kolorowana |
| 2022                               | 24    | Ornitomim           | miedzionikiel – kolorowana |

### € 4
| Rok         | Numer | Nazwa monety          | Stop    |
| ----------- | ----- | --------------------- | ------- |
| 2014 – 2022 | 1     | Filharmonia Wiedeńska | złoto   |
| 2017 – 2022 | 2     | Filharmonia Wiedeńska | platyna |

### € 5

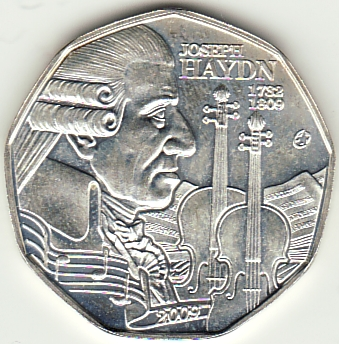
Moneta kolekcjonerska – 5 euro (srebro). 200. rocznica urodzin Josepha Haydna; rok emisji: 2009

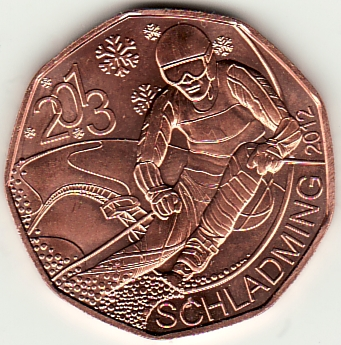
Moneta kolekcjonerska – 5 euro (miedź). Mistrzostwa Świata w Narciarstwie Alpejskim, Schladming 2013; rok emisji: 2012

| Rok  | Numer | Nazwa monety                                                        | Stop           |
| ---- | ----- | ------------------------------------------------------------------- | -------------- |
| 2002 | 1     | 250-lecie Ogrodu zoologicznego Schönbrunn                           | srebro         |
| 2003 | 2     | Siła wody                                                           | srebro         |
| 2004 | 3     | 100-lecie piłki nożnej                                              | srebro         |
| 2004 | 4     | Rozszerzenie Unii Europejskiej                                      | srebro         |
| 2005 | 5     | 100-lecie sportu narciarskiego                                      | srebro         |
| 2005 | 6     | 10. rocznica członkostwa Austrii w UE – Hymn UE                     | srebro         |
| 2006 | 7     | 250. rocznica urodzin Wolfganga Amadeusza Mozarta                   | srebro         |
| 2006 | 8     | Austriacka prezydencja w UE                                         | srebro         |
| 2007 | 9     | 100 lat powszechnego prawa wyborczego                               | srebro         |
| 2007 | 10    | 800-lecie miasta Mariazell                                          | srebro         |
| 2008 | 11    | 100 rocznica urodzin – Herbert von Karajan                          | srebro         |
| 2008 | 12    | Euro 2008 – Wiedeń, Salzburg, Genewa, Zurych                        | srebro         |
| 2008 | 13    | Euro 2008 – Berno, Bazylea, Innsbruck, Klagenfurt                   | srebro         |
| 2009 | 14    | 200. rocznica urodzin Josepha Haydna                                | srebro         |
| 2009 | 15    | 200 rocznica – Powstanie Tyrolskie                                  | srebro         |
| 2010 | 16    | 75 rocznica – Alpejska trasa wysokogórska Grossglockner             | srebro         |
| 2010 | 17    | XXI Zimowe Igrzyska Olimpijskie, Vancouver 2010 – Snowboard         | srebro         |
| 2010 | 18    | XXI Zimowe Igrzyska Olimpijskie, Vancouver 2010 – Skoki narciarskie | srebro         |
| 2011 | 19    | 300 rocznica – Dzwony Pummerin                                      | srebro         |
| 2011 | 20    | Kraina lasów                                                        | srebro         |
| 2012 | 21    | 200 rocznica – Stowarzyszenie Miłośników Muzyki                     | miedź i srebro |
| 2012 | 22    | Mistrzostwa Świata w Narciarstwie Alpejskim, Schladming 2013        | miedź i srebro |
| 2013 | 23    | Walc wiedeński                                                      | miedź i srebro |
| 2013 | 24    | Kraina wody                                                         | miedź i srebro |
| 2014 | 25    | Nowy Rok                                                            | miedź i srebro |
| 2014 | 26    | Arktyczna przygoda                                                  | miedź i srebro |
| 2015 | 27    | Nowy Rok – Operetka „Zemsta Nietoperza”                             | miedź i srebro |
| 2015 | 28    | 60 rocznica – Siły zbrojne                                          | miedź i srebro |
| 2016 | 29    | Nowy Rok – Wiedeński Koncert Noworoczny                             | miedź i srebro |
| 2016 | 30    | Albrecht Dürer – Młody zając                                        | miedź i srebro |
| 2017 | 31    | 150 rocznica – Walc Nad pięknym modrym Dunajem                      | miedź i srebro |
| 2017 | 32    | Baranek Wielkanocny                                                 | miedź i srebro |
| 2018 | 33    | Nowy Rok – 650 rocznica założenia Austriackiej Biblioteki Narodowej | miedź i srebro |
| 2018 | 34    | Zając wielkanocny                                                   | miedź i srebro |
| 2019 | 35    | Nowy Rok                                                            | miedź i srebro |
| 2019 | 36    | Zajączek wielkanocny                                                | miedź i srebro |
| 2020 | 37    | Nowy Rok                                                            | miedź i srebro |
| 2020 | 38    | Przyjaciele na całe życie – Konie                                   | miedź i srebro |
| 2021 | 39    | Nowy Rok – Janus                                                    | miedź i srebro |
| 2021 | 40    | Małe cuda – kurczaczek                                              | miedź i srebro |
| 2022 | 41    | Szczęście to ptak                                                   | miedź i srebro |
| 2022 | 42    | Mały ja!                                                            | miedź i srebro |

### € 10

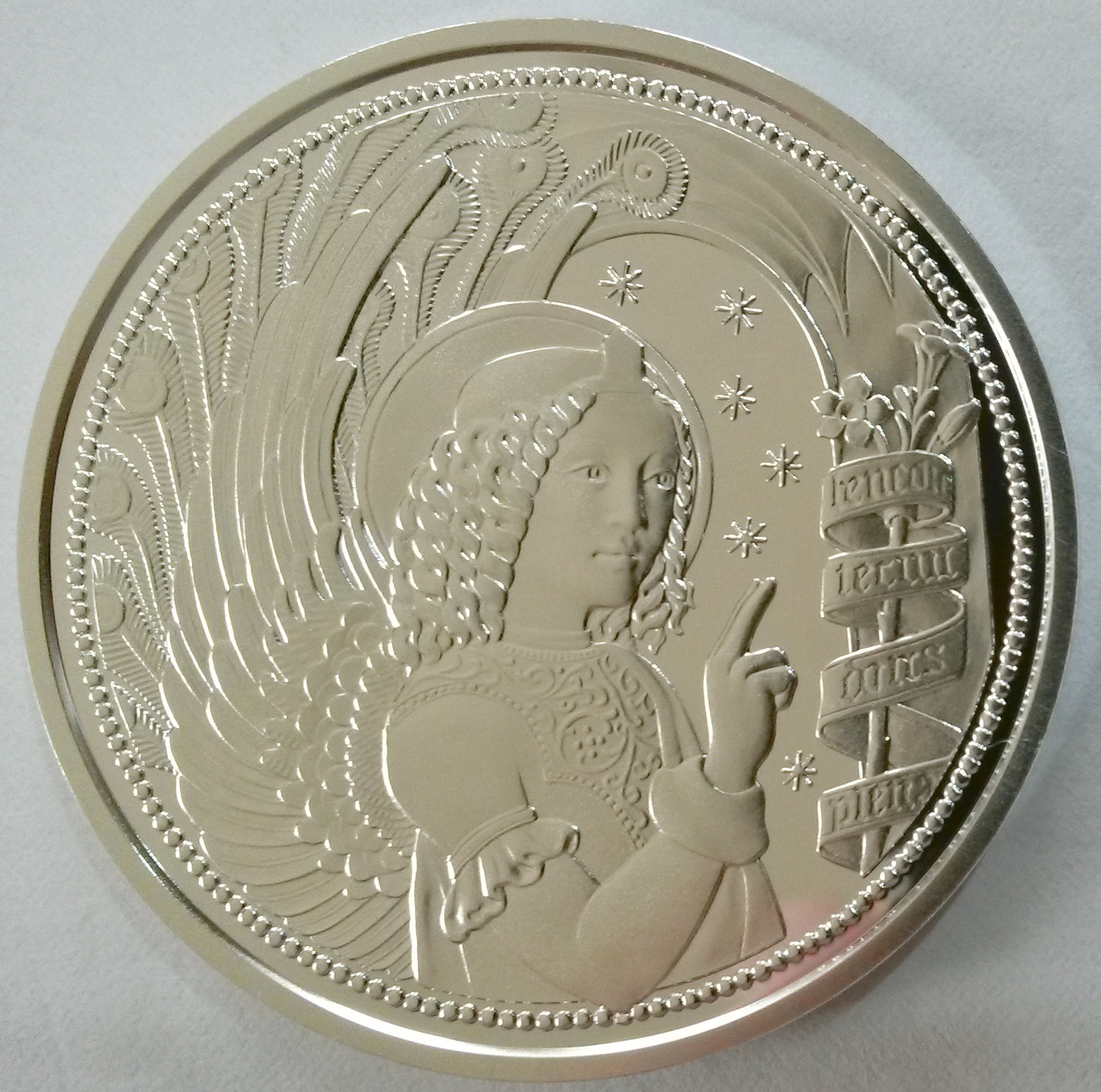
Moneta kolekcjonerska – 10 euro (srebro). Archanioł Gabriel – seria: „Posłańcy niebios”; rok emisji: 2017

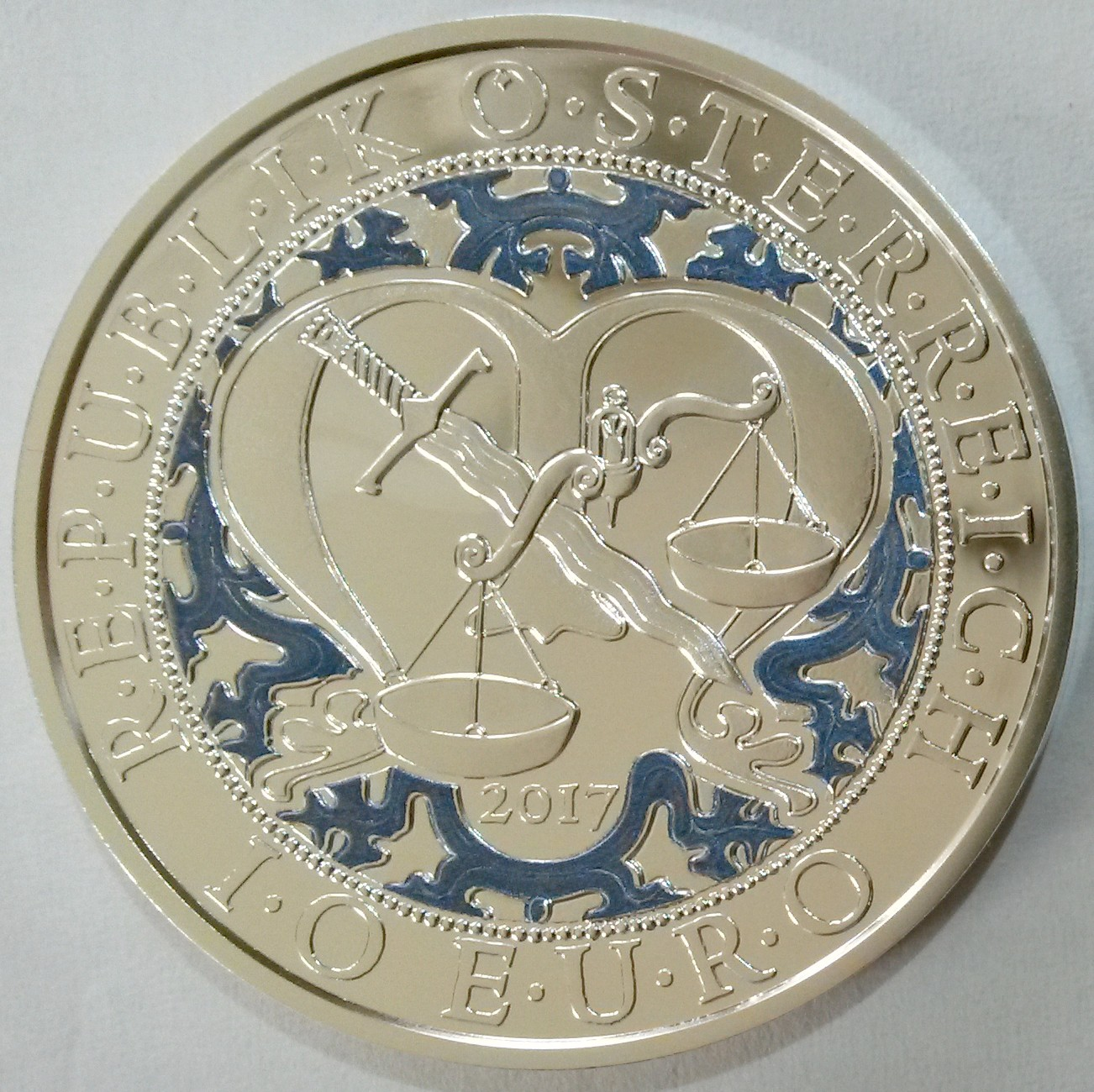
Moneta kolekcjonerska – 10 euro (srebro – kolorowana). Archanioł Michał – seria: „Posłańcy niebios”; rok emisji: 2017

| Rok                               | Numer | Nazwa monety                            | Stop                                |
| --------------------------------- | ----- | --------------------------------------- | ----------------------------------- |
| 2002 – 2021                       | 1     | Filharmonia Wiedeńska                   | złoto                               |
| seria: „Zamki”                    |       |                                         |                                     |
| 2002                              | 2     | Zamek Ambras                            | srebro                              |
| 2002                              | 3     | Zamek Eggenberg                         | srebro                              |
| 2003                              | 4     | Zamek Hof                               | srebro                              |
| 2003                              | 5     | Pałac Schönbrunn                        | srebro                              |
| 2004                              | 6     | Zamek Hellbrunn                         | srebro                              |
| 2004                              | 7     | Zamek Artstetten                        | srebro                              |
| seria: „Jubileusz Republiki 2005” |       |                                         |                                     |
| 2005                              | 8     | 60 rocznica – Druga republika           | srebro                              |
| 2005                              | 9     | Burgtheater                             | srebro                              |
| seria: „Opactwa w Austrii”        |       |                                         |                                     |
| 2006                              | 10    | Opactwo Nonnberg                        | srebro                              |
| 2006                              | 11    | Opactwo Göttweig                        | srebro                              |
| 2007                              | 12    | Opactwo Melk                            | srebro                              |
| 2007                              | 13    | Opactwo Sankt Paul im Lavanttal         | srebro                              |
| 2008                              | 14    | Klasztor Klostenburg                    | srebro                              |
| 2008                              | 15    | Opactwo Seckau                          | srebro                              |
| seria: „Mity i legendy w Austrii” |       |                                         |                                     |
| 2009                              | 16    | Bazyliszek wiedeński                    | srebro                              |
| 2009                              | 17    | Ryszard Lwie Serce na zamku w Dürnstein | srebro                              |
| 2010                              | 18    | Erzberg                                 | srebro                              |
| 2010                              | 19    | Król pod górą                           | srebro                              |
| 2011                              | 20    | Smok Lindworm z Klagenfurtu             | srebro                              |
| 2011                              | 21    | Markus Augustin                         | srebro                              |
| seria: „Kraje związkowe Austrii”  |       |                                         |                                     |
| 2012                              | 22    | Styria                                  | miedź i srebro                      |
| 2012                              | 23    | Karyntia                                | miedź i srebro                      |
| 2013                              | 24    | Dolna Austria                           | miedź i srebro                      |
| 2013                              | 25    | Vorarlberg                              | miedź i srebro                      |
| 2014                              | 26    | Salzburg                                | miedź i srebro                      |
| 2014                              | 27    | Tyrol                                   | miedź i srebro                      |
| 2015                              | 28    | Wiedeń                                  | miedź i srebro                      |
| 2015                              | 29    | Burgenland                              | miedź i srebro                      |
| 2016                              | 30    | Górna Austria                           | miedź i srebro                      |
| 2016                              | 31    | Republika Austrii                       | miedź i srebro                      |
| seria: „Posłańcy niebios”         |       |                                         |                                     |
| 2017                              | 32    | Archanioł Michał                        | miedź, srebro i srebro – kolorowana |
| 2017                              | 33    | Archanioł Gabriel                       | miedź, srebro i srebro – kolorowana |
| 2018                              | 34    | Archanioł Rafał                         | miedź, srebro i srebro – kolorowana |
| 2018                              | 35    | Archanioł Uriel                         | miedź, srebro i srebro – kolorowana |
| seria: „Rycerskie opowieści”      |       |                                         |                                     |
| 2019                              | 36    | Rycerskość                              | miedź, srebro i srebro – kolorowana |
| 2019                              | 37    | Przygoda                                | miedź, srebro i srebro – kolorowana |
| 2020                              | 38    | Odwaga                                  | miedź, srebro i srebro – kolorowana |
| 2020                              | 39    | Męstwo                                  | miedź, srebro i srebro – kolorowana |
| 2021                              | 40    | Braterstwo                              | miedź, srebro i srebro – kolorowana |
| seria: „Język kwiatów”            |       |                                         |                                     |
| 2021                              | 41    | Róża                                    | miedź, srebro i srebro – kolorowana |
| 2022                              | 42    | Mniszek                                 | miedź, srebro i srebro – kolorowana |
| 2022                              | 43    | Nagietek                                | miedź, srebro i srebro – kolorowana |

### € 20

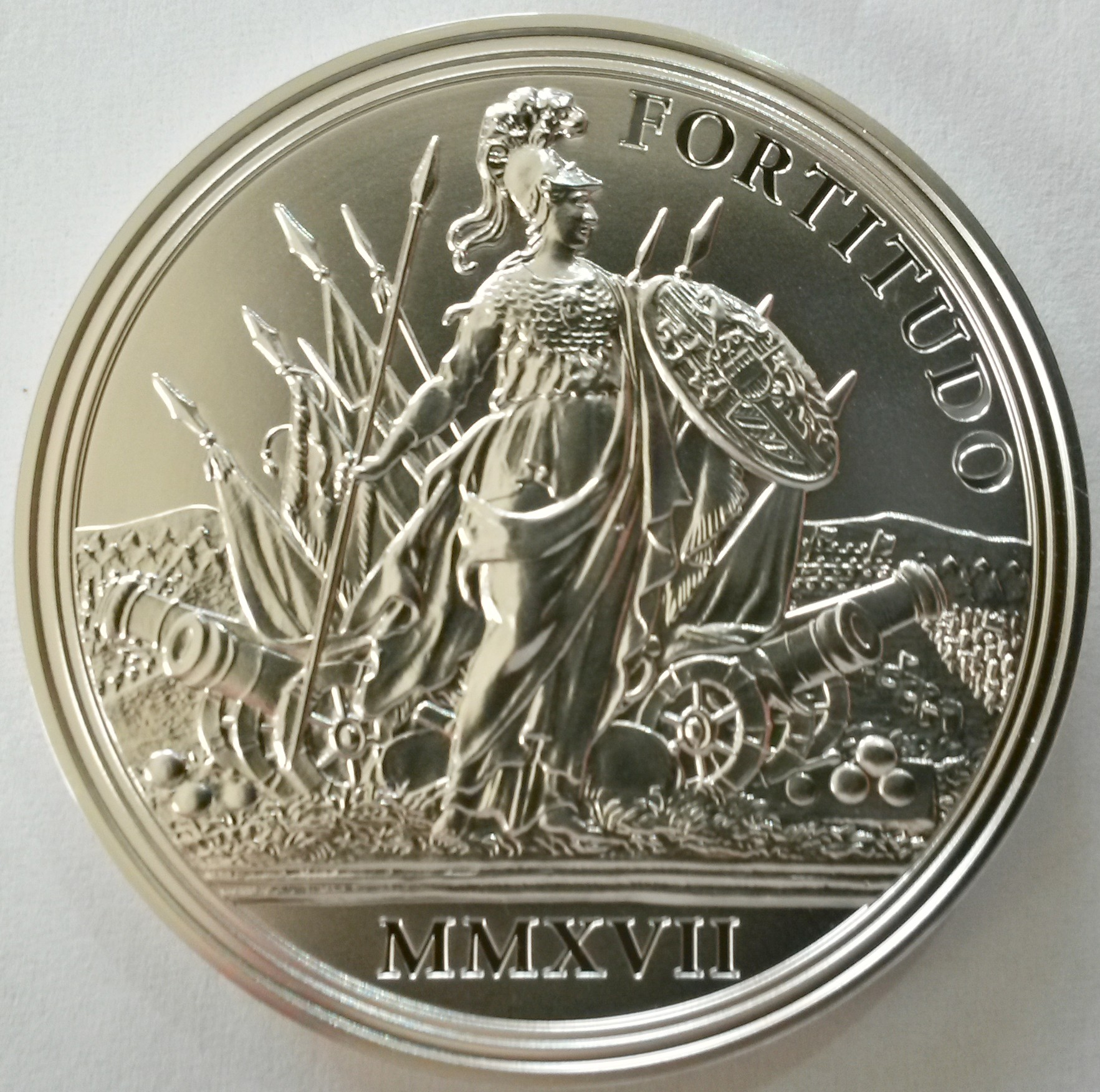
Moneta kolekcjonerska – 20 euro (srebro). Odwaga – seria: „300. rocznica urodzin Marii Teresy”; rok emisji: 2017

| Rok                                                        | Numer | Nazwa monety                                    | Stop   |
| ---------------------------------------------------------- | ----- | ----------------------------------------------- | ------ |
| seria: „Austria przez wieki”                               |       |                                                 |        |
| 2002                                                       | 1     | Ferdynand I                                     | srebro |
| 2002                                                       | 2     | Książę Eugeniusz Sabaudzki                      | srebro |
| 2003                                                       | 3     | Klemens von Metternich                          | srebro |
| 2003                                                       | 4     | Plan Marshalla                                  | srebro |
| seria: „Austria na pełnym morzu”                           |       |                                                 |        |
| 2004                                                       | 5     | SMS Novara                                      | srebro |
| 2004                                                       | 6     | SMS Erzherzog Ferdinand Max                     | srebro |
| 2005                                                       | 7     | SMS Tagetthoff                                  | srebro |
| 2005                                                       | 8     | SMS Sankt Georg                                 | srebro |
| 2006                                                       | 9     | Port w Trieście                                 | srebro |
| 2006                                                       | 10    | SMS Viribus Unitis                              | srebro |
| seria: „Koleje Austriackie”                                |       |                                                 |        |
| 2007                                                       | 11    | Północny szlak kolejowy Cesarza Ferdynanda      | srebro |
| 2007                                                       | 12    | Południowy szlak kolejowy                       | srebro |
| 2008                                                       | 13    | Szlak kolejowy Cesarzowej Elżbiety              | srebro |
| 2008                                                       | 14    | Stacja kolejowa Wien Praterstern                | srebro |
| 2009                                                       | 15    | ÖBB 1189 Krokodil                               | srebro |
| 2009                                                       | 16    | ÖBB i Verschublok 1063                          | srebro |
| seria: „Rzymianie nad Dunajem”                             |       |                                                 |        |
| 2010                                                       | 17    | Virunum                                         | srebro |
| 2010                                                       | 18    | Vindobona                                       | srebro |
| 2011                                                       | 19    | Carnuntum                                       | srebro |
| 2011                                                       | 20    | Aguntum                                         | srebro |
| 2012                                                       | 21    | Lauriacum                                       | srebro |
| 2012                                                       | 22    | Brigantium                                      | srebro |
| seria: „Europejscy odkrywcy”                               |       |                                                 |        |
| 2011                                                       | 23    | Nikolaus Joseph von Jacquin                     | srebro |
| seria: „Artyści europejscy”                                |       |                                                 |        |
| 2012                                                       | 24    | Egon Schiele                                    | srebro |
| seria: „Pisarze europejscy”                                |       |                                                 |        |
| 2013                                                       | 25    | Stefan Zweig                                    | srebro |
| seria: „Prehistoryczne życie”                              |       |                                                 |        |
| 2013                                                       | 26    | trias                                           | srebro |
| 2013                                                       | 27    | jura                                            | srebro |
| 2014                                                       | 28    | kreda                                           | srebro |
| 2014                                                       | 29    | trzeciorzęd                                     | srebro |
| 2015                                                       | 30    | czwartorzęd                                     | srebro |
| monety wydane bez żadnej serii                             |       |                                                 |        |
| 2014                                                       | 31    | 25 rocznica – Upadek Żelaznej Kurtyny           | srebro |
| 2015                                                       | 32    | 450 rocznica – Hiszpańska szkoła jazdy na koniu | srebro |
| seria: „260. rocznica urodzin Wolfganga Amadeusza Mozarta” |       |                                                 |        |
| 2015                                                       | 33    | Bastien i Bastienne                             | srebro |
| 2016                                                       | 34    | Don Giovanni                                    | srebro |
| 2016                                                       | 35    | Legenda                                         | srebro |
| monety wydane bez żadnej serii                             |       |                                                 |        |
| 2016                                                       | 36    | Bal w Operze Wiedeńskiej                        | srebro |
| 2017                                                       | 37    | 175-lecie Filharmonii Wiedeńskiej               | srebro |
| seria: „300. rocznica urodzin Marii Teresy”                |       |                                                 |        |
| 2017                                                       | 38    | Odwaga                                          | srebro |
| 2017                                                       | 39    | Sprawiedliwość                                  | srebro |
| 2018                                                       | 40    | Umiłowanie                                      | srebro |
| 2018                                                       | 41    | Mądrość i reformy                               | srebro |
| monety wydane bez żadnej serii                             |       |                                                 |        |
| 2018                                                       | 42    | 200-lecie kolędy „Cicha noc”                    | srebro |
| 2019                                                       | 43    | 50. rocznica lądowania na Księżycu              | srebro |
| seria: „Sen o lataniu”                                     |       |                                                 |        |
| 2019                                                       | 44    | Nadejście lotów z napędem                       | srebro |
| 2019                                                       | 45    | Sięgając nieba                                  | srebro |
| 2020                                                       | 46    | Ponad chmurami                                  | srebro |
| 2020                                                       | 47    | Szybciej od dźwięku                             | srebro |
| moneta wydana bez żadnej serii                             |       |                                                 |        |
| 2020                                                       | 48    | 100 rocznica – Festiwal w Salzburgu             | srebro |
| seria: „Oczy świata”                                       |       |                                                 |        |
| 2021                                                       | 49    | Wąż                                             | srebro |
| 2021                                                       | 50    | Sowa                                            | srebro |
| 2022                                                       | 51    | Tygrys                                          | srebro |
| seria: „Niezbadany Wszechświat”                            |       |                                                 |        |
| 2021                                                       | 52    | Droga Mleczna                                   | srebro |
| 2022                                                       | 53    | Czarna Dziura                                   | srebro |

### € 25

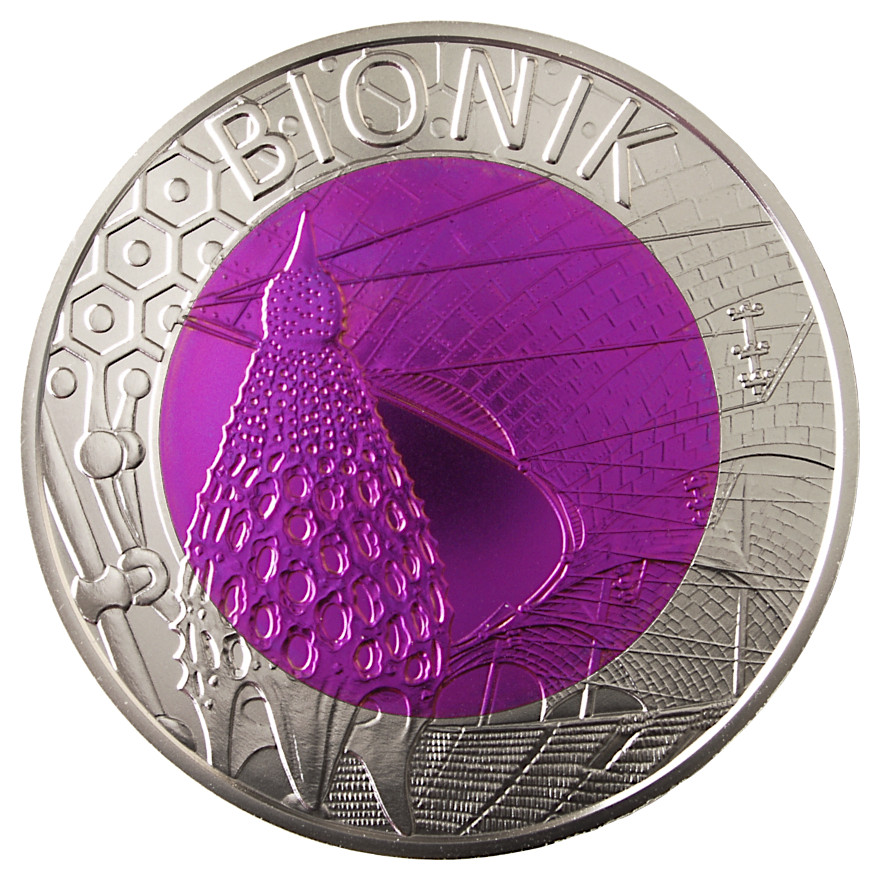
Moneta kolekcjonerska – 25 euro (bimetal: niob + srebro). Bionika; rok emisji: 2012

| Rok         | Numer | Nazwa monety                            | Stop                   |
| ----------- | ----- | --------------------------------------- | ---------------------- |
| 2002 – 2021 | 1     | Filharmonia Wiedeńska                   | złoto                  |
| 2003        | 2     | 700 rocznica – Hall in Tyrol            | bimetal: niob + srebro |
| 2004        | 3     | 150 rocznica – Linia kolejowa Semmering | bimetal: niob + srebro |
| 2005        | 4     | 50 lat telewizji                        | bimetal: niob + srebro |
| 2006        | 5     | Europejska Nawigacja Satelitarna        | bimetal: niob + srebro |
| 2007        | 6     | Austriackie lotnictwo                   | bimetal: niob + srebro |
| 2008        | 7     | Sztuczne oświetlenie                    | bimetal: niob + srebro |
| 2009        | 8     | Międzynarodowy Rok Astronomii           | bimetal: niob + srebro |
| 2010        | 9     | Energie odnawialne                      | bimetal: niob + srebro |
| 2011        | 10    | Robotyka                                | bimetal: niob + srebro |
| 2012        | 11    | Bionika                                 | bimetal: niob + srebro |
| 2013        | 12    | Budowa tunelu                           | bimetal: niob + srebro |
| 2014        | 13    | Ewolucja                                | bimetal: niob + srebro |
| 2015        | 14    | Kosmologia                              | bimetal: niob + srebro |
| 2016        | 15    | Czas                                    | bimetal: niob + srebro |
| 2017        | 16    | Mikrokosmos                             | bimetal: niob + srebro |
| 2018        | 17    | Antropogeneza                           | bimetal: niob + srebro |
| 2019        | 18    | Sztuczna inteligencja                   | bimetal: niob + srebro |
| 2020        | 19    | Ochrona danych                          | bimetal: niob + srebro |
| 2021        | 20    | Inteligentna mobilność                  | bimetal: niob + srebro |
| 2022        | 21    | Życie pozaziemskie                      | bimetal: niob + srebro |

### € 50
| Rok                                      | Numer | Nazwa monety                                     | Stop  |
| ---------------------------------------- | ----- | ------------------------------------------------ | ----- |
| 2002 – 2021                              | 1     | Filharmonia Wiedeńska                            | złoto |
| seria: „2000 lat chrześcijaństwa”        |       |                                                  |       |
| 2002                                     | 2     | Św. Benedykt i św. Scholastyka                   | złoto |
| 2003                                     | 3     | Chrześcijańskie miłosierdzie – Dobry Samarytanin | złoto |
| seria: „Wielcy kompozytorzy”             |       |                                                  |       |
| 2004                                     | 4     | Joseph Haydn                                     | złoto |
| 2005                                     | 5     | Ludwig van Beethoven                             | złoto |
| 2006                                     | 6     | Mozart                                           | złoto |
| seria: „Wielcy lekarze Austrii”          |       |                                                  |       |
| 2007                                     | 7     | Gerard van Swieten                               | złoto |
| 2008                                     | 8     | Ignaz Philipp Semmelweis                         | złoto |
| 2009                                     | 9     | Theodor Billroth                                 | złoto |
| 2010                                     | 10    | Baron Clemens Peter von Pirquet                  | złoto |
| „moneta wydana bez żadnej serii”         |       |                                                  |       |
| 2011                                     | 11    | Arsenał w Grazu                                  | złoto |
| seria: „Klimt i jego kobiety”            |       |                                                  |       |
| 2012                                     | 12    | portret Adele Bloch-Bauer I                      | złoto |
| 2013                                     | 13    | Oczekiwanie                                      | złoto |
| 2014                                     | 14    | Judith II                                        | złoto |
| 2015                                     | 15    | Medycyna                                         | złoto |
| 2016                                     | 16    | Pocałunek                                        | złoto |
| seria: „Wiedeńskie szkoły psychoterapii” |       |                                                  |       |
| 2017                                     | 17    | Sigmund Freud                                    | złoto |
| 2018                                     | 18    | Aldred Adler                                     | złoto |
| 2019                                     | 19    | Viktor Frankl                                    | złoto |
| seria: „Skarby natury w Alpach”          |       |                                                  |       |
| 2020                                     | 20    | Wysokie Taury                                    | złoto |
| 2021                                     | 21    | Park Narodowy Alp Wapiennych                     | złoto |
| 2022                                     | 22    | Park Narodowy Gesaeuse                           | złoto |

### € 100

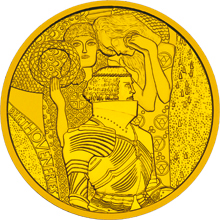
Moneta kolekcjonerska – 100 euro (złoto). Secesja – seria: „Wiedeńska szkoła secesji”; rok emisji: 2004

| Rok                                       | Numer | Nazwa monety                       | Stop    |
| ----------------------------------------- | ----- | ---------------------------------- | ------- |
| 2002 – 2022                               | 1     | Filharmonia Wiedeńska              | złoto   |
| seria: „Skarby sztuki Austria”            |       |                                    |         |
| 2002                                      | 2     | Georg Raphael Donner               | złoto   |
| 2003                                      | 3     | Gustav Klimt                       | złoto   |
| seria: „Wiedeńska szkoła secesji”         |       |                                    |         |
| 2004                                      | 4     | secesja                            | złoto   |
| 2005                                      | 5     | Kościół pw. św. Leopolda w Wiedniu | złoto   |
| 2006                                      | 6     | Brama rzeki w Wiedniu              | złoto   |
| 2007                                      | 7     | Kamienica Wienzeile Nr 38          | złoto   |
| seria: „Korona Habsburgów”                |       |                                    |         |
| 2008                                      | 8     | Korona Rzeszy                      | złoto   |
| 2009                                      | 9     | Korona arcyksięcia Austrii         | złoto   |
| 2010                                      | 10    | Korona św. Stefana                 | złoto   |
| 2011                                      | 11    | Korona św. Wacława                 | złoto   |
| 2012                                      | 12    | Austriacka Korona Cesarska         | złoto   |
| seria: „Śladami naszych dzikich zwierząt” |       |                                    |         |
| 2013                                      | 13    | Jeleń                              | złoto   |
| 2014                                      | 14    | Dzik                               | złoto   |
| 2015                                      | 15    | Głuszec                            | złoto   |
| 2016                                      | 16    | Lis                                | złoto   |
| 2017                                      | 17    | Koziorożec alpejski                | złoto   |
| 2018                                      | 18    | Kaczka krzyżówka                   | złoto   |
| „moneta wydana bez żadnej serii”          |       |                                    |         |
| 2016 -2021                                | 19    | Filharmonia Wiedeńska              | platyna |
| seria: „Magia złota”                      |       |                                    |         |
| 2019                                      | 20    | Złoto Mezopotamii                  | złoto   |
| 2020                                      | 21    | Złoto Faraonów                     | złoto   |
| 2021                                      | 22    | Złoto Inków                        | złoto   |

### € 2 000

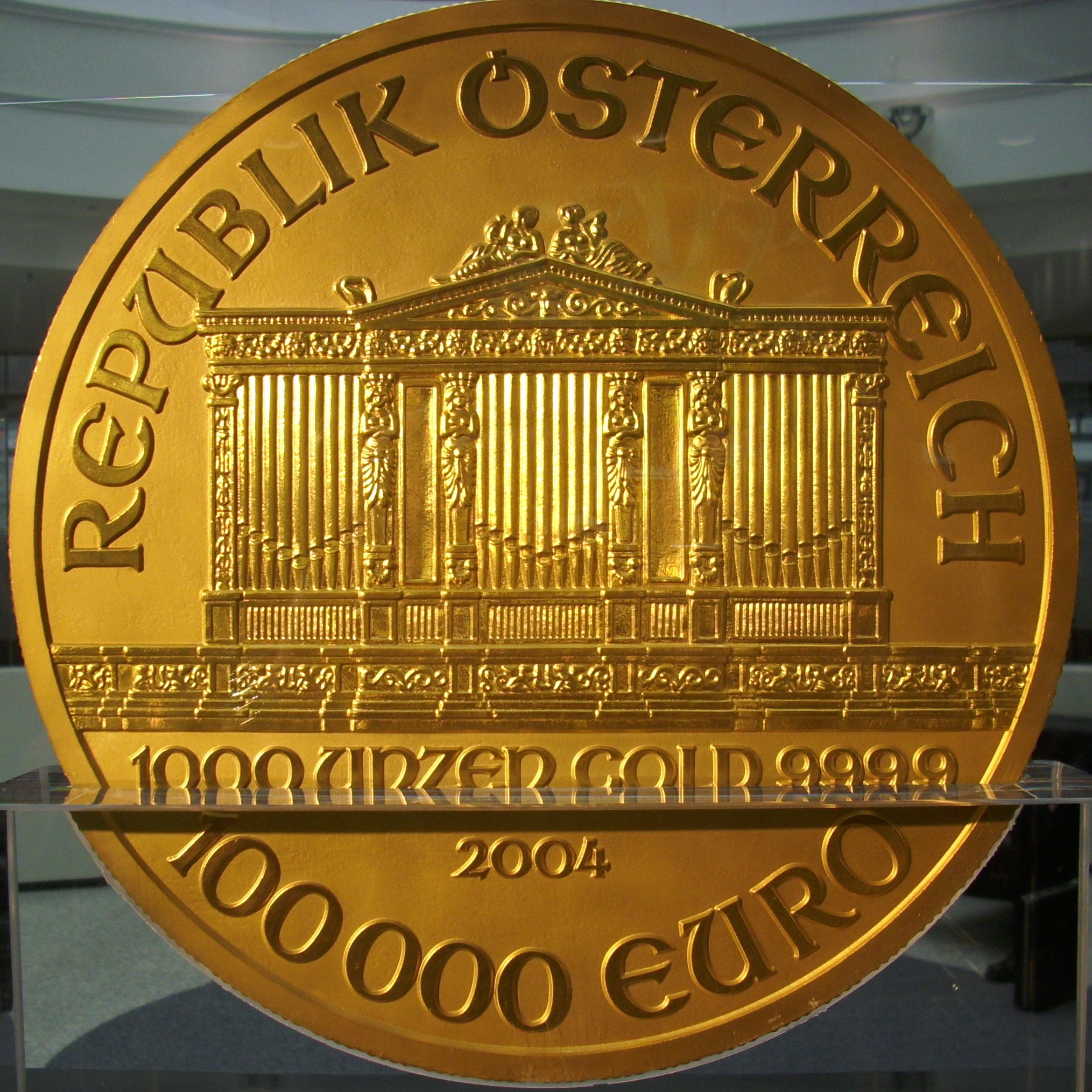
Moneta kolekcjonerska – 100 000 euro (złoto). Filharmonia Wiedeńska; rok emisji: 2004

| Rok  | Numer | Nazwa monety          | Stop  |
| ---- | ----- | --------------------- | ----- |
| 2009 | 1     | Filharmonia Wiedeńska | złoto |

### € 100 000
| Rok  | Numer | Nazwa monety          | Stop  |
| ---- | ----- | --------------------- | ----- |
| 2004 | 1     | Filharmonia Wiedeńska | złoto |